# Sibynophis collaris
Sibynophis collaris är en ormart som beskrevs av Gray 1853. Sibynophis collaris ingår i släktet Sibynophis och familjen snokar. Inga underarter finns listade i Catalogue of Life.
Utbredningsområdet sträcker sig från norra Indien, Nepal och södra Kina över Myanmar till Vietnam och Malackahalvön. Arten lever i låglandet och i bergstrakter upp till 3000 meter över havet. Individerna vistas i klippiga områden som kan vara täckta av lövfällande eller städsegröna skogar. Födan utgörs av små ödlor. Honor lägger ägg.
Skogsröjningar kan ha negativ påverkan i begränsade områden. Hela populationen anses vara stor. IUCN kategoriserar arten globalt som livskraftig.